# Nam vương Thế giới 2010
Nam vương Thế giới 2010 là cuộc thi Nam vương Thế giới lần thứ 6. Được tổ chức tại Incheon, Hàn Quốc, cuộc thi bắt đầu từ ngày 11 tháng 3 năm 2010 và kết thúc vào ngày 27 tháng 3 năm 2010. 74 thí sinh từ khắp nơi trên thế giới đã cùng tham dự. Juan García Postigo của Tây Ban Nha đã trao lại danh hiệu cho Kamal Ibrahim từ Ireland.

## Giới thiệu
Lần đầu tiên, Hàn Quốc  tham dự và đăng cai cuộc thi Mister World từ ngày 11 tháng 3 đến ngày 27 tháng 3. Julia Morley đã nói "Chúng tôi rất vui mừng vì chúng tôi có dịp giới thiệu đất nước Hàn Quốc xinh đẹp với toàn thế giới, các thí sinh của chúng tôi sẽ cùng nhau thi đấu để tìm ra người đàn ông hấp dẫn nhất thế giới". Cuộc thi được sự hỗ trợ bởi chính phủ Hàn Quốc và nhân dân. Và nó cũng được hỗ trợ bởi các cựu Hoa hậu Thế giới như Denise Perrier (1953), Azra Akin (2002), María Julia Mantilla (2004), Taťána Kuchařová (2006) và Trương Tử Lâm (2007) cùng với Mister World đầu tiên Tom Nuyens từ Bỉ.

## Kết quả

### Thứ hạng
| Thứ hạng                | Thí sinh |
| ----------------------- | --- |
| Nam vương Thế giới 2010 | - Ireland - Kamal Ibrahim |
| Á vương 1               | - Cộng hòa Séc - Josef Karas |
| Á vương 2               | - Nigeria - Kenneth Okolie |
| Top 5                   | - Liban - Abdel Rahman Balaa - Hà Lan - Honza Filipi |
| Top 15                  | - Brasil - Jonas Sulzbach - Đức - Michael Piechler - Hy Lạp - Lampros Danas - Guadeloupe - Emmanuel Binga - Ấn Độ - Inder Bajwa - Hàn Quốc - Ji-Kwang Yoo - México - Alvaro Álvarez - Bắc Ireland - Matthew Poole - Venezuela - José Manuel Flores - Wales - Jonny Rees |

### Các sự kiện bên lề

#### Tài Năng
Phần thi tài năng được diễn ra tại Hilton ở Gyeongju, vào ngày 18 tháng 3 năm 2010.
| Các kết quả | Thí sinh |
| ----------- | --- |
| Chiến thắng | - Hàn Quốc - Ji-Kwang Yoo |
| Á quân 1    | - Bỉ - Willem Vermuyten |
| Á quân 2    | - Nga - Sergey Kolenchikov |
| Top 6       | - Kenya - Lwanda Kotengo - Nam Phi - Jaco de Bruyn - Venezuela - José Manuel Flores |
| Top 20      | - Bahamas - Kendrick Kemp - Síp - Christos Christodoulides - Cộng hòa Séc - Josef Karas - Anh - Andreas Kattou - Honduras - Carlos Orantes - Hồng Kông Trung Quốc - Wesley Lee - Ấn Độ - Inder Bajwa - Ireland - Kamal Ibrahim - Nhật Bản - Hareruya Konno - Kazakhstan - Roman Mironov - Martinique - Kevin Bellgrade - Nigeria - Kenneth Okolie - Swaziland - Phakeme Dlamini - Hoa Kỳ - Ivan Rusilko |

#### Siêu Mẫu
Phần thi Siêu mẫu được diễn ra tại Hyatt Regency ở Incheon vào ngày 23 tháng 3 năm 2010.
| Các kết quả | Thí sinh |
| ----------- | --- |
| Chiến thắng | - Brasil - Jonas Sulzbach |
| Á quân 1    | - Cộng hòa Séc - Josef Karas |
| Á quân 2    | - Hà Lan - Honza Filipi |
| Top 20      | - Angola - Jorge Martins - Bahamas - Kendrick Kemp - Bulgaria - Martin Martinov - Trung Quốc - Lei Zhao - Síp - Christos Christodoulides - Ai Cập - Tarek Naguib - Đức - Michael Piechler - Hồng Kông Trung Quốc - Wesley Lee - Ấn Độ - Inder Bajwa - Hàn Quốc - Ji-Kwang Yoo - Liban - Abdel Rahman Balaa - Nigeria - Kenneth Okolie - Bắc Ireland - Matthew Poole - Na Uy - Chris Eileng - Ba Lan - Maksymilian Lewandowski - România - Voicu Ruslan - Venezuela - José Manuel Flores |

#### Thể thao
Phần thi Thể thao được diễn ra tại Incheon ngày 24 tháng 3 năm 2010.
| Các kết quả | Thí sinh |
| ----------- | --- |
| Chiến thắng | - Cộng hòa Séc - Josef Karas |
| Á quân 1    | - Na Uy - Chris Eileng |
| Á quân 2    | - Malta - Mark Spiteri |
| Top 8       | - Belarus - Mihail Baranov - Síp - Christos Christodoulides - México - Alvaro Álvarez - Nam Phi - Jaco de Bruyn - Thái Lan - Rattasat Rungsirithip |
| Top 20      | - Angola - Jorge Martins - Azerbaijan - Hafiz Aghayev - Brasil - Jonas Sulzbach - Canada - Ron Wear - Đan Mạch - Kevin Skroder - Honduras - Carlos Orantes - Kazakhstan - Roman Mironov - Cộng hoà Macedonia - Ivan Niksik - Panama - Héctor Villarreal - Nga - Sergey Kolenchikov - Tây Ban Nha - Guillermo García - Thụy Điển - Alexander Shirpey |

## Giải thưởng

### Vô địch trên biển
| Kết quả     | Kết quả  | Thí sinh |
| ----------- | -------- | --- |
| Chiến thắng | Đội vàng | - Pháp – Mohammed Al Maiman - Guadeloupe - Emmanuel Binga - Ireland - Kamal Ibrahim - Kazakhstan - Roman Mironov - Kenya - Lwanda Kotengo  |
| Á quân 1    | Đội đỏ   | - Philippines – Alvin De Joya - Nga - Sergey Kolenchikov - Nam Phi - Jaco de Bruyn - Thụy Điển - Alexander Shirpey - Hoa Kỳ - Ivan Rusilko |
| Top 20      | Đội xanh | - Angola - Jorge Martins - Belarus - Mihail Baranov - Canada - Ron Wear - Síp - Christos Christodoulides - Đan Mạch - Kevin Skroder        |
| Top 20      | Đội đen  | - Liban - Abdel Rahman Balaa - Cộng hoà Macedonia - Ivan Niksik - México - Alvaro Álvarez - Hà Lan - Honza Filipi - Na Uy - Chris Eileng   |

### 100m tiếp sức
| Kết quả     | Kết quả  | Thí sinh |
| ----------- | -------- | --- |
| Chiến thắng | Đội Xanh | - Úc – Tim Boulenger - Bahamas - Kendrick Kemp - Belarus - Mihail Baranov - Cộng hòa Séc - Josef Karas                      |
| Á quân 1    | Đội đen  | - Luxembourg - Carlo Marino - México - Alvaro Álvarez - Bắc Ireland - Matthew Poole - Na Uy - Chris Eileng                  |
| Á quân 2    | Đội đỏ   | - Puerto Rico – Joshua Dalmau - Nam Phi - Jaco de Bruyn - Tây Ban Nha - Guillermo García - Thái Lan - Rattasat Rungsirithip |
| Á quân 3    | Đội vàng | - Anh - Andreas Kattou - Gruzia - Giorgi Orbeladze - Guyana - Max Chung - Ấn Độ - Inder Bajwa                               |

#### Nấu ăn theo phong cách Hàn Quốc
| Các kết quả | Thí sinh                       |
| ----------- | ------------------------------ |
| Chiến thắng | - Colombia - Camilo Tocancipá  |
| Á quân 1    | - Thổ Nhĩ Kỳ - Alper Aslanoglu |
| Á quân 2    | - New Zealand - Arnold Du Toit |
| Á quân 3    | - Guadeloupe - Emmanuel Binga  |

## Giám khảo
Các giám khảo của cuộc thi:
- Julia Morley - giám đốc tổ chức Hoa hậu Thế giới
- Tom Nuyens - Mister World 1996
- Trương Tử Lâm - Hoa hậu Thế giới 2007
- Ksenia Sukhinova - Hoa hậu Thế giới 2008
- Andre Kim - Nhà thiết kế người Hàn Quốc
- Krish Naidoo - Đại sứ quốc tế của cuộc thi Hoa hậu Thế giới
- Kaiane Aldorino - Hoa hậu Thế giới 2009
- Kim Joo-ri - Hoa hậu Hàn Quốc 2009

## Các thí sinh
74 thí sinh dự thi.
| Quốc gia/vùng lãnh thổ | Thí sinh                        | Tuổi | Chiều cao               | Quê quán                   | T.k.   |
| ---------------------- | ------------------------------- | ---- | ----------------------- | -------------------------- | ------ |
| Ai Cập                 | Tarek Naguib                    | 26   | 1,87 m (6 ft 1+1⁄2 in)  | Cairo                      | [ 2 ]  |
| Angola                 | Jorge Bráulio Ferreira Martins  | 27   | 1,86 m (6 ft 1 in)      | Luanda                     | [ 3 ]  |
| Anh                    | Andreas Kattou                  | 24   | 1,84 m (6 ft 1⁄2 in)    | Rugby                      | [ 4 ]  |
| Azerbaijan             | Hafiz Aghayev                   | 24   | 1,85 m (6 ft 1 in)      | Baku                       | [ 5 ]  |
| Ấn Độ                  | Inder Bajwa                     | 27   | 1,80 m (5 ft 11 in)     | Punjab                     | [ 6 ]  |
| Bahamas                | Kendrick Kemp                   | 23   | 1,88 m (6 ft 2 in)      | Nassau                     | [ 7 ]  |
| Ba Lan                 | Maksymilian Lewandowski         | 18   | 1,91 m (6 ft 3 in)      | Warsaw                     | [ 8 ]  |
| Bắc Ireland            | Matthew Christopher Poole       | 20   | 1,88 m (6 ft 2 in)      | Belfast                    | [ 9 ]  |
| Belarus                | Mihail Baranau                  | 21   | 1,87 m (6 ft 1+1⁄2 in)  | Minsk                      | [ 10 ] |
| Bỉ                     | Willem Lieve Hendrick Vermuyten | 21   | 1,84 m (6 ft 1⁄2 in)    | Mechelen                   | [ 11 ] |
| Bolivia                | Jonatan Fischer Vargas          | 23   | 1,93 m (6 ft 4 in)      | Cochabamba                 | [ 12 ] |
| Bosna và Hercegovina   | Dejan Radović                   | 27   | 1,89 m (6 ft 2+1⁄2 in)  | Sarajevo                   | [ 13 ] |
| Brasil                 | Jonas Sulzbach                  | 24   | 1,89 m (6 ft 2+1⁄2 in)  | Lajeado                    | [ 14 ] |
| Bulgaria               | Martin Marinov                  | 23   | 1,87 m (6 ft 1+1⁄2 in)  | Sofia                      | [ 15 ] |
| Canada                 | Ron Wear                        | 31   | 1,83 m (6 ft 0 in)      | Edmonton                   | [ 16 ] |
| Colombia               | Camilo Tocancipa García         | 20   | 1,82 m (5 ft 11+1⁄2 in) | Bogotá                     | [ 17 ] |
| Costa Rica             | Eduardo Esquivel Cuberos        | 19   | 1,88 m (6 ft 2 in)      | Alajuela                   | [ 18 ] |
| Croatia                | Dino Bubičić                    | 27   | 1,91 m (6 ft 3 in)      | Zagreb                     | [ 19 ] |
| Cộng hòa Dominica      | Ramón Alberto Uyola             | 24   | 1,88 m (6 ft 2 in)      | Santiago de los Caballeros | [ 20 ] |
| Đan Mạch               | Kevin Skrøder                   | 26   | 1,80 m (5 ft 11 in)     | Valby                      | [ 21 ] |
| Đức                    | Michael Pichler                 | 32   | 1,86 m (6 ft 1 in)      | Düsseldorf                 | [ 22 ] |
| Ethiopia               | Matewos Yilma Jigsa             | 26   | 1,97 m (6 ft 5+1⁄2 in)  | Addis Ababa                | [ 23 ] |
| Gruzia                 | Giorgi Orbeladze                | 18   | 1,86 m (6 ft 1 in)      | Tbilisi                    | [ 24 ] |
| Guadeloupe             | Emmanuel Binga                  | 25   | 1,81 m (5 ft 11+1⁄2 in) | Morne-à-l'Eau              | [ 25 ] |
| Guyana                 | Max Chung                       | 21   | 1,80 m (5 ft 11 in)     | Georgetown                 | [ 26 ] |
| Hà Lan                 | Honza Jan Filipi                | 27   | 2,00 m (6 ft 6+1⁄2 in)  | Hengelo                    | [ 27 ] |
| Hàn Quốc               | Yoo Ji-kwang                    | 24   | 1,86 m (6 ft 1 in)      | Seoul                      | [ 28 ] |
| Hoa Kỳ                 | Ivan Rusilko                    | 26   | 1,83 m (6 ft 0 in)      | Meadville                  | [ 29 ] |
| Honduras               | Carlos Saúl Orantes Ortega      | 20   | 1,81 m (5 ft 11+1⁄2 in) | La Lima                    | [ 30 ] |
| Hồng Kông              | Wesley Lee Chun Ming            | 23   | 1,88 m (6 ft 2 in)      | Hong Kong                  | [ 31 ] |
| Hy Lạp                 | Lampros Danas                   | 25   | 1,88 m (6 ft 2 in)      | Athens                     | [ 32 ] |
| Indonesia              | Todi Pandapotan                 | 27   | 1,85 m (6 ft 1 in)      | Jakarta                    | [ 33 ] |
| Ireland                | Kamal Orlando Ibrahim           | 24   | 1,81 m (5 ft 11+1⁄2 in) | Limerick                   | [ 34 ] |
| Kazakhstan             | Roman Mironov                   | 24   | 1,96 m (6 ft 5 in)      | Almaty                     | [ 35 ] |
| Kenya                  | Lwanda Jawar Kotengo            | 29   | 1,89 m (6 ft 2+1⁄2 in)  | Nairobi                    | [ 36 ] |
| Latvia                 | Kristaps Punculis               | 22   | 1,90 m (6 ft 3 in)      | Riga                       | [ 37 ] |
| Liban                  | Abdel Rahman El-Balaa           | 22   | 1,85 m (6 ft 1 in)      | Beirut                     | [ 38 ] |
| Luxembourg             | Carlo Marino                    | 30   | 1,80 m (5 ft 11 in)     | Luxembourg City            | [ 39 ] |
| CHNT Macedonia         | Ivan Nikšik                     | 23   | 1,88 m (6 ft 2 in)      | Skopje                     | [ 40 ] |
| Malaysia               | David Lian Tze Wang             | 20   | 1,88 m (6 ft 2 in)      | Kuala Lumpur               | [ 41 ] |
| Malta                  | Mark Borg Spiteri               | 21   | 1,75 m (5 ft 9 in)      | Marsascala                 | [ 42 ] |
| Martinique             | Kévin Bellegarde                | 22   | 1,84 m (6 ft 1⁄2 in)    | Fort-de-France             | [ 43 ] |
| México                 | Alvaro Álvarez Sepulveda        | 25   | 1,83 m (6 ft 0 in)      | Mexico City                | [ 44 ] |
| Montenegro             | Predrag Pavličić                | 23   | 1,88 m (6 ft 2 in)      | Podgorica                  | [ 45 ] |
| Mông Cổ                | Galbadrakhyn Badarkh            | 23   | 1,86 m (6 ft 1 in)      | Ulaanbaatar                | [ 46 ] |
| Nam Phi                | Jaco de Bruyn                   | 26   | 1,82 m (5 ft 11+1⁄2 in) | Pretoria                   | [ 47 ] |
| Na Uy                  | Chris André Eileng              | 26   | 1,80 m (5 ft 11 in)     | Oslo                       | [ 48 ] |
| New Zealand            | Arnold Arthur du Toit           | 26   | 1,82 m (5 ft 11+1⁄2 in) | Auckland                   | [ 49 ] |
| Nga                    | Sergey Kolenchikov              | 29   | 1,85 m (6 ft 1 in)      | Saint Petersburg           | [ 50 ] |
| Nhật Bản               | Hareruya Konno                  | 26   | 1,87 m (6 ft 1+1⁄2 in)  | Sapporo                    | [ 51 ] |
| Nigeria                | Kenneth Okolie                  | 26   | 1,88 m (6 ft 2 in)      | Lagos                      | [ 52 ] |
| Panama                 | Héctor Javier Villarreal Franco | 25   | 1,82 m (5 ft 11+1⁄2 in) | Panama City                | [ 53 ] |
| Paraguay               | Diego Andres Tuma Bogado        | 26   | 1,80 m (5 ft 11 in)     | Asunción                   | [ 54 ] |
| Perú                   | Manuel Illich Lobatón           | 24   | 1,86 m (6 ft 1 in)      | Lima                       | [ 55 ] |
| Pháp                   | Mohammed Al-Maiman              | 23   | 1,90 m (6 ft 3 in)      | Paris                      | [ 56 ] |
| Philippines            | Alvin Aldeosa de Joya           | 23   | 1,87 m (6 ft 1+1⁄2 in)  | Manila                     | [ 57 ] |
| Puerto Rico            | Joshua Louis Dalmau Irizarry    | 25   | 1,91 m (6 ft 3 in)      | Coamo                      | [ 58 ] |
| România                | Voicu Ruşlan Pânzar             | 23   | 1,95 m (6 ft 5 in)      | Bucharest                  | [ 59 ] |
| Serbia                 | Vasa Nestorović                 | 25   | 1,93 m (6 ft 4 in)      | Belgrade                   | [ 60 ] |
| Cộng hòa Séc           | Josef Karas                     | 31   | 1,91 m (6 ft 3 in)      | Olomouc                    | [ 61 ] |
| Singapore              | Hu Hanxiong                     | 25   | 1,75 m (5 ft 9 in)      | Singapore                  | [ 62 ] |
| Síp                    | Christos Christodoulides        | 27   | 1,80 m (5 ft 11 in)     | Nicosia                    | [ 63 ] |
| Sri Lanka              | Hemal Sachindra Ranasinghe      | 25   | 1,82 m (5 ft 11+1⁄2 in) | Matale                     | [ 64 ] |
| Swaziland              | Phakeme Okwakhe Dlamini         | 25   | 1,97 m (6 ft 5+1⁄2 in)  | Manzini                    | [ 65 ] |
| Tây Ban Nha            | Guillermo García Becerril       | 24   | 1,92 m (6 ft 3+1⁄2 in)  | Zaragoza                   | [ 66 ] |
| Thái Lan               | Rattasart Rungsirithip          | 24   | 1,86 m (6 ft 1 in)      | Chiang Mai                 | [ 67 ] |
| Thổ Nhĩ Kỳ             | Alper Aşlanoğlu                 | 24   | 1,93 m (6 ft 4 in)      | Istanbul                   | [ 68 ] |
| Thụy Điển              | Alexander Siamak Shirpey        | 24   | 1,84 m (6 ft 1⁄2 in)    | Stockholm                  | [ 69 ] |
| Trung Quốc             | Lei Zhao                        | 23   | 1,87 m (6 ft 1+1⁄2 in)  | Beijing                    | [ 70 ] |
| Ukraina                | Yuriy Bogish                    | 27   | 1,87 m (6 ft 1+1⁄2 in)  | Kyiv                       | [ 71 ] |
| Úc                     | Tim Boulenger                   | 24   | 1,95 m (6 ft 5 in)      | Gold Coast                 | [ 72 ] |
| Venezuela              | José Manuel Flores Sánchez      | 23   | 1,95 m (6 ft 5 in)      | Caracas                    | [ 73 ] |
| Wales                  | Jonny Rees                      | 24   | 1,78 m (5 ft 10 in)     | Swansea                    | [ 74 ] |
| Ý                      | Paolo Cosi                      | 25   | 1,86 m (6 ft 1 in)      | Corigliano d'Otranto       | [ 75 ] |

## Chú ý từ cuộc thi

### Lần đầu tiên tham gia
| - Azerbaijan - Síp - Cộng hòa Séc - Ethiopia - Gruzia - Guyana - Honduras - Indonesia - Nhật Bản | - Kazakhstan - Hàn Quốc - Martinique - Mông Cổ - Montenegro - New Zealand - Paraguay - Serbia |

### Các quốc gia và vùng lãnh thổ tham dự trở lại
| - Lần cuối tham dự năm 1996: - Pháp - Swaziland - Thụy Điển - Thái Lan - Lần cuối tham dự năm 1998: - Malaysia - Perú | - Lần cuối tham dự năm 2003: - Angola - Croatia |

### Bỏ cuộc
- Albania
- Áo
- Barbados
- Chile
- Curaçao
- Iceland
- Liberia
- Litva
- Việt Nam

## Các chú ý từ thí sinh
- Ivan Rusilko (Hoa Kỳ) đã đại diện cho quốc gia của mình tại Mister International 2008. Anh lọt vào Top 15.
- Christos Christodoulides (Síp) lọt vào Top 5 tại cuộc thi Mister Universe Model 2010.